# Kurski (Adiguesia)
Kurski (del ruso: Курский) es un jútor del raión de Guiaguínskaya en la república de Adiguesia de Rusia. Está situado 26 km al sudeste de Guiaguínskaya y 28 km al nordeste de Maikop. Tenía 119 habitantes en 2010
Pertenece al municipio de Serguíyevskoye.